# Jornal de Brasília
Jornal de Brasília est un quotidien brésilien fondé en 1972.